# Sint-Sebastiaankathedraal (Rio de Janeiro)
De Sint-Sebastiaankathedraal of Kathedraal van Rio de Janeiro (Portugees: Catedral São Sebastião do Rio de Janeiro, Catedral Metropolitana do Rio de Janeiro of Catedral Metropolitana de São Sebastião) is een tussen 1964 en 1979 gebouwde  kathedraal in Rio de Janeiro, in Brazilië. Het is de kathedraal, dus Rooms-Katholiek, van het aartsbisdom São Sebastião do Rio de Janeiro. De kerk is gewijd aan Sint-Sebastiaan, de beschermheilige van Rio de Janeiro.
De Nieuwe Kathedraal, zoals de kerk nog vaak wordt genoemd, ligt in het centrum van de stad. 
Het gebouw werd in 1979 ingewijd en nam de plaats van de 18e-eeuwse Kerk van Onze-Lieve Vrouw van Karmel, Igreja de Nossa Senhora do Carmo, als kathedraal over. Die werd door de groei van de stad te klein. Sinds 1676 is echter al een aantal andere kerken de zetel van de bisschop geweest.
De kathedraal is door Edgar Fonceca ontworpen en tussen 1964 en 1979 gebouwd. Ze heeft een externe diameter van 106 m en een interne diameter van 96 m. Kenmerkend voor het gebouw zijn de vier kleurige glas in betonvensters van elk 64 m hoog die over de gehele hoogte van de kerk doorlopen. In het plafond worden deze vensters verbonden door een lichtend kruis. De architectuur van de stad valt onder het brutalisme, een stroming die is voortgekomen uit het nieuwe bouwen. De kerk heeft een vrijstaande klokkentoren.
De kerk biedt plaats aan 20.000 mensen. 

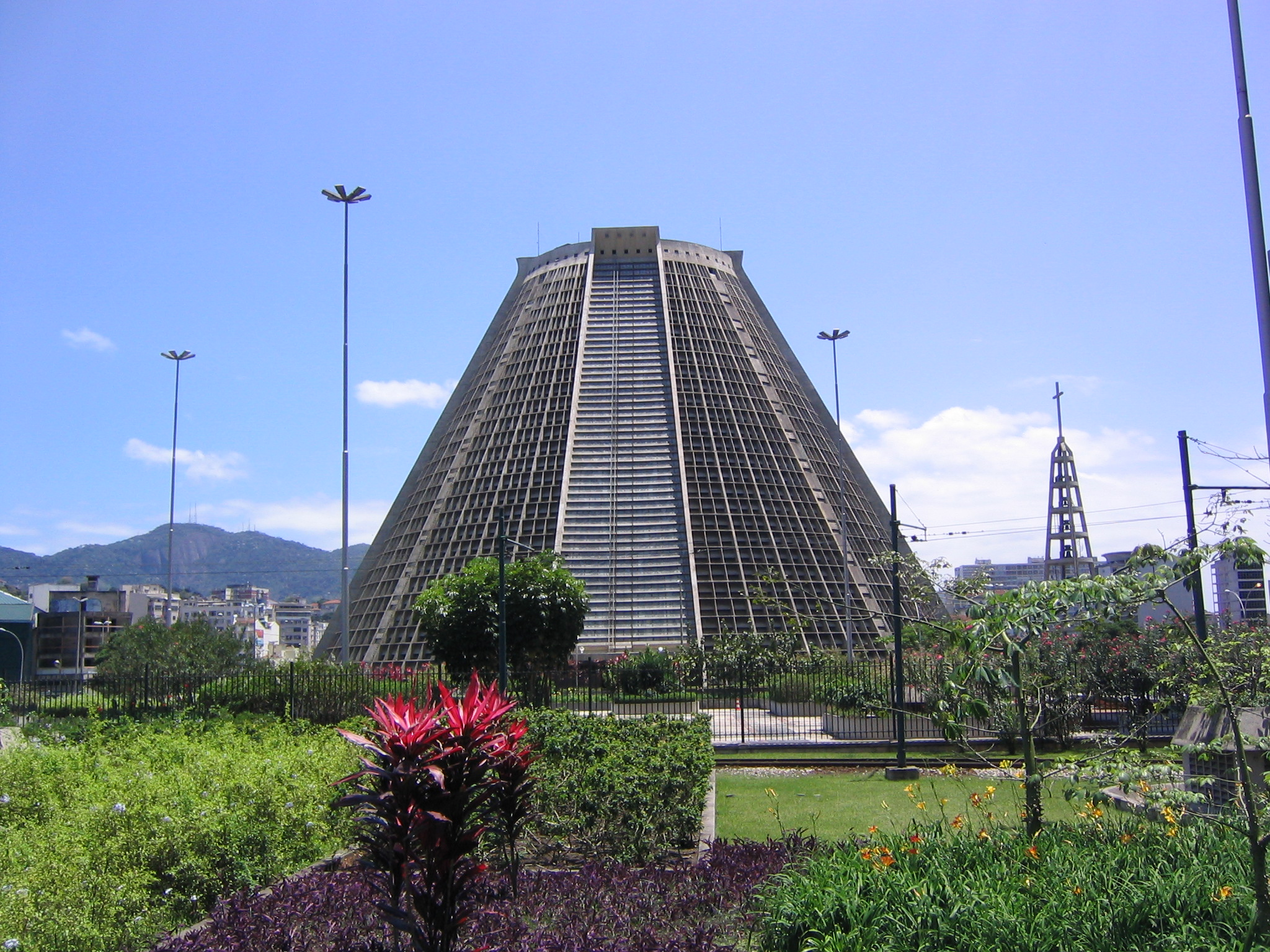
Bouw van de kathedraal
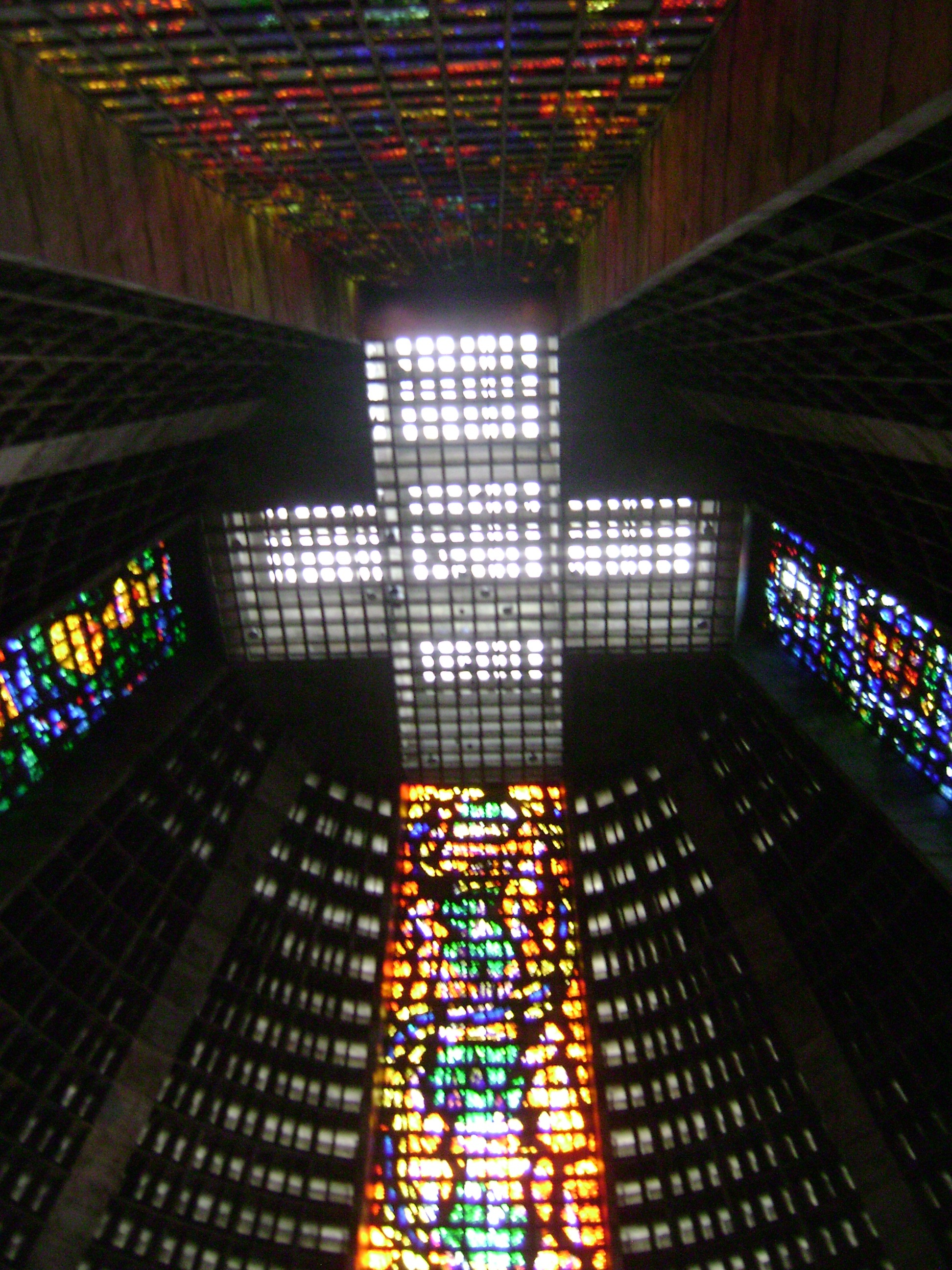
Plafond van de kathedraal
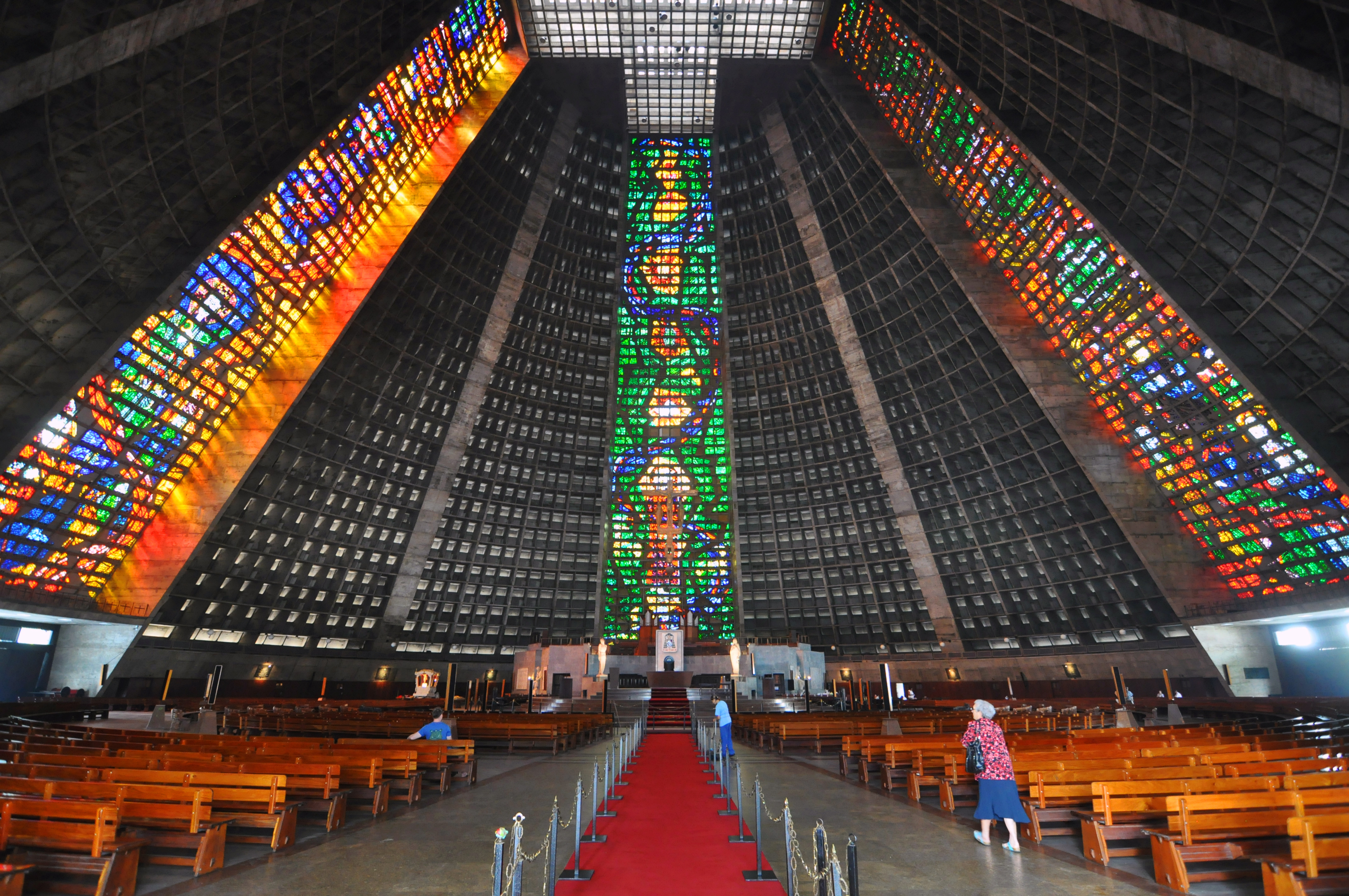
Interieur
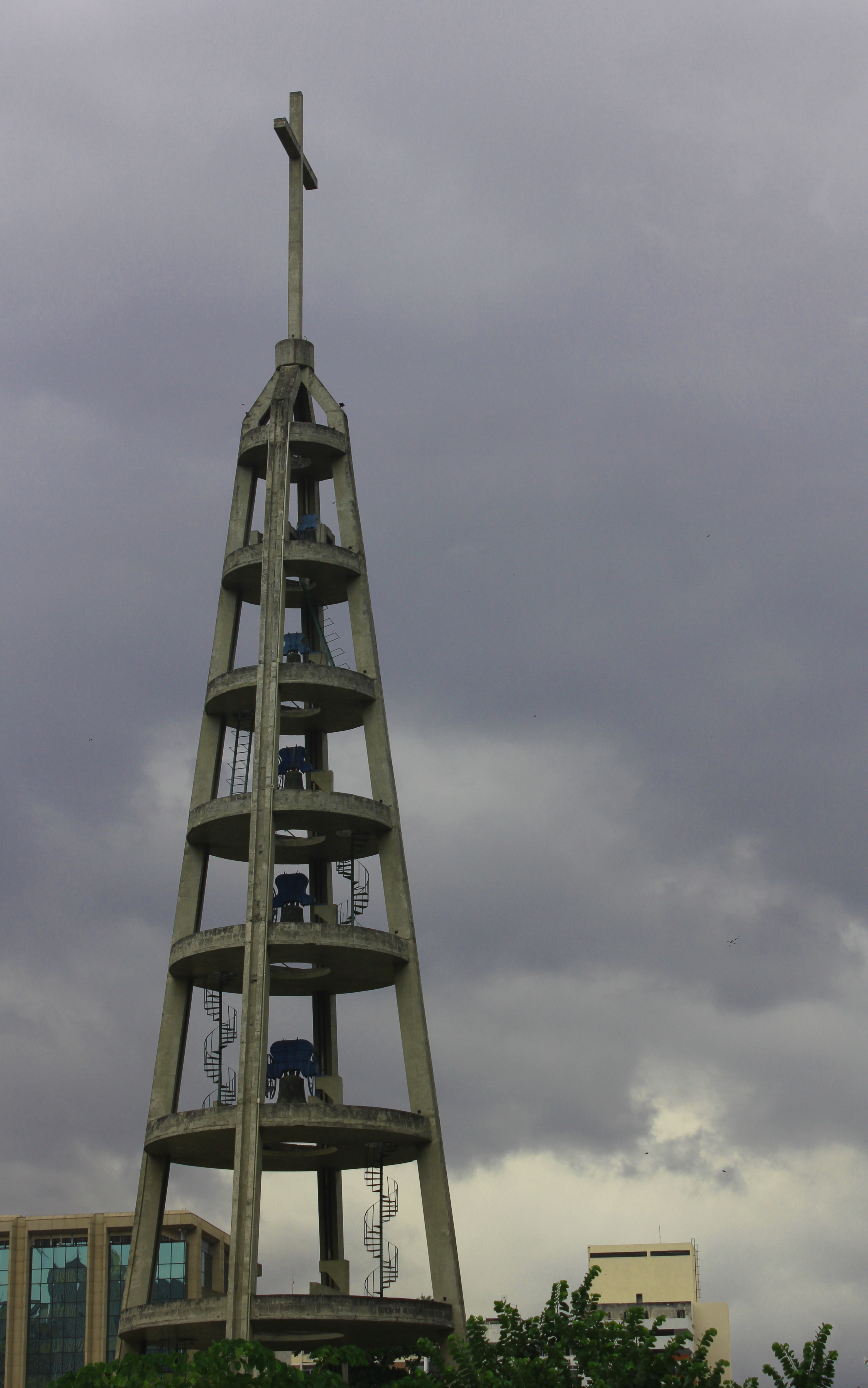
Klokkentoren
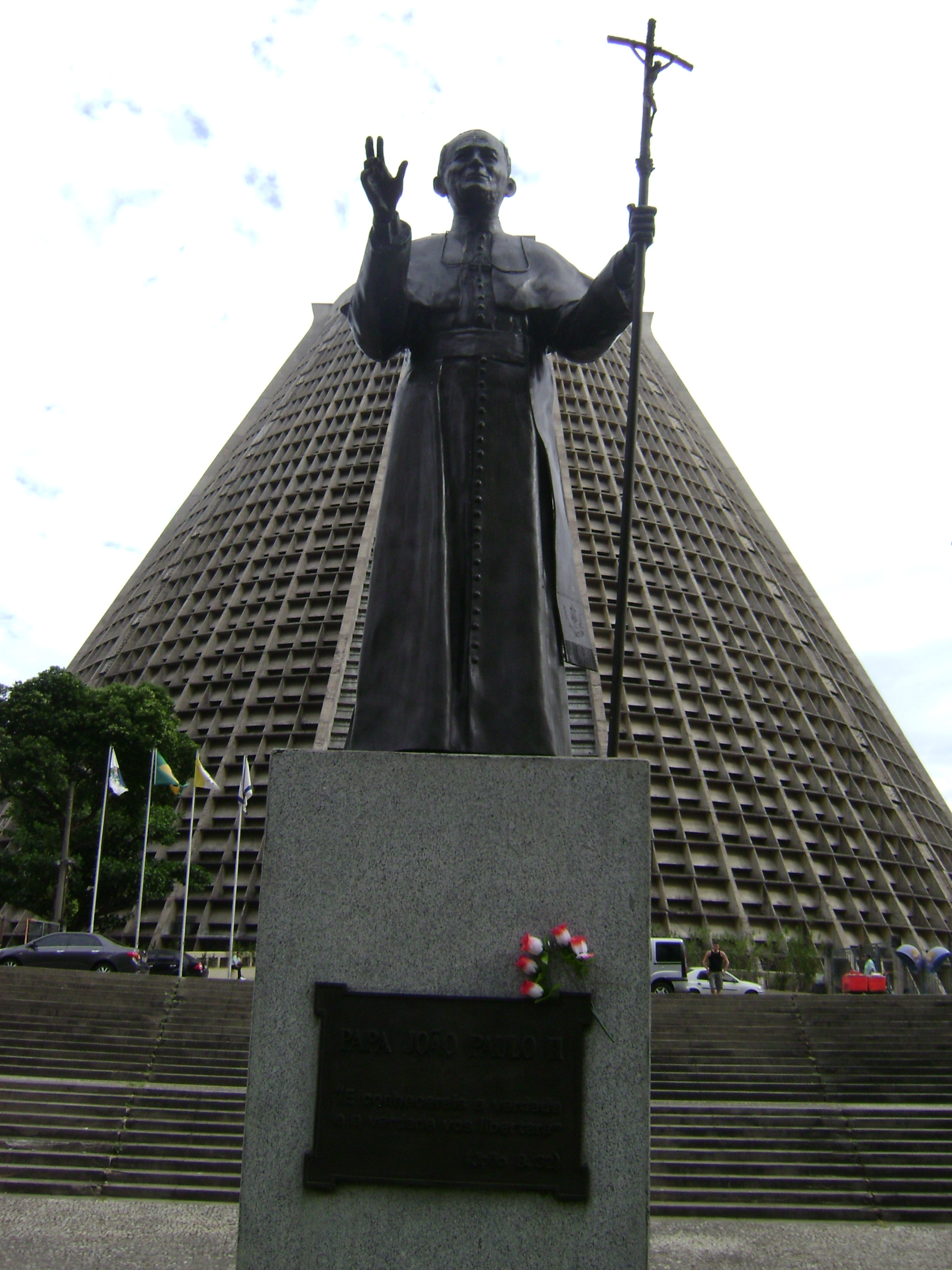
Standbeeld van Paus Johannes Paulus II bij de kerk